# Giacinto Magliulo
Giacinto Magliulo (Frignano, 23 gennaio 1829 – Acerra, 28 agosto 1899) è stato un vescovo cattolico italiano.

## Biografia
Dopo gli studi teologici fu ordinato sacerdote il 5 giugno 1852, nella cattedrale di Aversa dalle mani di Mons. Antonio Saverio De Luca, vescovo di Aversa e futuro cardinale di Santa Romana Chiesa.
Canonico della cattedrale di Aversa nel 1869 e parroco della chiesa di Frignano.
Il 25 febbraio  1872 fu nominato vescovo di Acerra, ricevendo l'ordinazione episcopale il 3 marzo 1872 per l'imposizione delle mani di mons. Domenico Zelo, vescovo della diocesi di Aversa.
Prese reale possesso della diocesi il 25 marzo 1872.
Resse la diocesi di Acerra per 27 anni ed ivi morì il 28 agosto 1899 all'età di 70 anni.

## Attività pastorale
La nomina di mons. Magliulo  a vescovo della diocesi di Acerra nel 1872 da parte di papa Pio IX è avvenuta dopo una vacanza della sede vescovile lunga ben 7 anni.
Dopo l'unità d'Italia nel 1861 e la presa di Porta Pia nel 1870 i rapporti con la Santa Sede e il novello stato italiano non furono idilliaci. Dopo l'Unità, circa la metà delle diocesi italiane resterà vacante, per il rifiuto del Governo di concedere il necessario 'placet' o 'exequatur' ai vescovi. Nel 1864 ben 43 vescovi erano in esilio, 20 in carcere, 16 erano stati espulsi e altri 16 morti per le vessazioni subite. A metà degli anni sessanta di 227 sedi vescovili, 108 erano vacanti.
Il lungo episcopato di mons. Magliulo  si è caratterizzato per aver portato a termine il restauro della cattedrale di Acerra, che si protraeva da decenni senza soluzione definitiva.
Inoltre ha fatto rifiorire le vocazioni sacerdotali nella diocesi  nel cui seminario furono ammessi molteplici allievi che ricevettero una solida preparazione teologica e nelle lettere classiche e moderne.
A lui si deve anche il restauro e l'abbellimento dell'episcopio di Arienzo, già dimora del vescovo sant'Alfonso Maria de' Liguori, che un tempo faceva parte della diocesi di Sant'Agata de' Goti.
Fu anche zelante ed infaticabile nelle opere di carità, portando a termine la costruzione di numerosi ospizi e orfanotrofi nelle città della diocesi come Santa Maria a Vico, Arienzo e Acerra.
Fu protettore degli ordini religiosi presenti in diocesi come i barnabiti, i domenicani e i cappuccini.
Morì ad Acerra il 28 agosto 1899; gli succedette mons. Francesco De Pietro.

## Genealogia episcopale
La genealogia episcopale è:
- Cardinale Scipione Rebiba
- Cardinale Giulio Antonio Santori
- Cardinale Girolamo Bernerio, O.P.
- Arcivescovo Galeazzo Sanvitale
- Cardinale Ludovico Ludovisi
- Cardinale Luigi Caetani
- Cardinale Ulderico Carpegna
- Cardinale Paluzzo Paluzzi Altieri degli Albertoni
- Papa Benedetto XIII
- Papa Benedetto XIV
- Papa Clemente XIII
- Cardinale Marcantonio Colonna
- Cardinale Giacinto Sigismondo Gerdil, B.
- Cardinale Giulio Maria della Somaglia
- Cardinale Luigi Lambruschini, B.
- Cardinale Girolamo d'Andrea
- Vescovo Domenico Zelo
- Vescovo Giacinto Magliulo